# Pleiomorpha homotypa
Pleiomorpha homotypa är en fjärilsart som beskrevs av Lajos Vári 1961. Pleiomorpha homotypa ingår i släktet Pleiomorpha och familjen styltmalar. Inga underarter finns listade i Catalogue of Life.